# Branjin Vrh
Branjin Vrh (mađ. Baranyavár, srp. Брањин Врх), naselje u Gradu Belom Manastiru u Osječko-baranjskoj županiji. 

## Zemljopisni položaj
Branjin Vrh je smješten na obali Karašice u Baranji, u mikroregiji Karašičke aluvijalne nizine Istočnohrvatske ravnice. Udaljen je 3 km sjeverno od gradskog naselja Belog Manastira, 35 km sjeverno od Osijeka, 23 km južno od grada Mohača u Mađarskoj (12 km od graničnog prijelaza Duboševica), na nadmorskoj visini od 92 m. Nalazi se državnoj cesti D7 (granični prijelaz Duboševica prema Mađarskoj – Kneževo – Branjin Vrh – Beli Manastir – Kozarac – Čeminac – Švajcarnica – Darda – Bilje – Osijek – Đakovo – granični prijelaz Slavonski Šamac prema BiH).

## Stanovništvo
| broj stanovnika | 1608  | 1691  | 2387  | 2360  | 1405  | 1496  | 2588  | 2942  | 1342  | 1428  | 1688  | 1526  | 1490  | 1578  | 1189  | 993   | 764   |
|                 | 1857. | 1869. | 1880. | 1890. | 1900. | 1910. | 1921. | 1931. | 1948. | 1953. | 1961. | 1971. | 1981. | 1991. | 2001. | 2011. | 2021. |

## Šport
- NK Croatia Branjin Vrh

## Zanimljivosti
- Udruga filatelista i numizmatičara "ANTIANUS" Branjin vrh